# エリアブログ
エリアブログ（地域ブログ／AREA BLOG）は、株式会社クークーが提供する地域情報に特化したレンタルブログサービス。
2010年9月現在、45都市の地域ブログを展開する。
2023-11-08 現在、海外エリアを除きアクセスできないようになっていた。海外エリア、管理をしている株式会社クークーのサイト共に更新がされていないようで、( SSL化もされていない)実質休止状態のようになっていた。サービスが終わったのか継続されているのかもわからない状態であったが、告知なしの長期メンテナンスがなされていたようで、2023-11-22には復旧。

## 地域別示
【関東エリア】
自由が丘 / 代官山 / 吉祥寺 / 渋谷 / 原宿 / 新宿 / 下北沢 / 秋葉原 / 池袋 / 中野 / 高円寺 / 赤羽 / 新橋 / 小田原 / 銀座 / 赤坂 / 横浜 / 世田谷 / 三軒茶屋 / 相模原･愛川･厚木
【関西エリア】
神戸 / 大阪ミナミ / 京都 / 大阪梅田 / 明石 / 加古川 / 姫路 / 堺 / 奈良 / 和歌山/ 滋賀
【北陸エリア】
金沢 / 富山 / 福井 / 新潟
【東海エリア】
名古屋 / 
【中部エリア】
岐阜
【東北エリア】
青森･弘前
【中国エリア】
広島
【北海道エリア】
札幌 / 釧路 / 函館 / 旭川
【海外エリア】
ニューヨーク / バリ / オーストラリア / ニュージーランド / 上海 / 韓国
【その他】
セレッソ